# Shutter Island
Cet article concerne le livre de Dennis Lehane. Pour le film, voir Shutter Island (film).
Shutter Island (titre original : Shutter Island) est un thriller psychologique, doublé d'un roman policier historique, de l'écrivain américain Dennis Lehane publié en 2003.
Traduit de l'anglais (États-Unis) par Isabelle Maillet, le roman est publié en France aux éditions Payot & Rivages, dans la collection Rivages/Thriller, en 2003.

## Résumé
L'histoire se passe en 1954 sur l'île de Shutter Island, dans un hôpital psychiatrique abritant des patients malades mentaux s'étant rendus coupables d'actes criminels. Les marshals Teddy Daniels et Chuck Aule enquêtent sur la disparition d'une patiente, Rachel Solando.
Au début de l'œuvre, on peut lire un extrait d'un journal intime écrit par le docteur Lester, le 3 mai 1993. Dans cette lettre, il décrit minutieusement l'îlot  « Shutter Island », ainsi que l'hôpital Ashecliffe qui se dressait sur celui-ci. Il donne un aspect étrange, angoissant à l'hôpital de Shutter Island, il nous dit même dans son journal que des rats circulent près de l'hôpital et qu'il aperçoit un faisceau lumineux assez puissant du Boston Light. Il nous montre aussi qu'il existe d'autres îlots dans cette mer déchaînée par le vent, comme Paddock Island. À la fin de l'extrait du journal intime du docteur Lester, il repense à la tragédie qu'il y a eu dans la famille Daniels. En effet, Teddy « Edward » Daniels, devenu Marshal a perdu son épouse Dolores  Chanal. Mais il nous précise aussi que Teddy / Dolores  et Andrew Laeddis / Rachel Solando, sont des « jumeaux de l'angoisse ».
Shutter Island raconte l'arrivée des Marshals Teddy Daniels et Chuck Aule sur Shutter Island en 1954. Dès leur arrivée, Teddy Daniels, accompagné tout au long de son enquête de son coéquipier Chuck Aule, fait la rencontre du docteur Cawley qui dirige l'hôpital Ashecliffe. Il ne comprend pas les regards soupçonneux et étranges que lui lance le docteur Cawley. À son arrivée, le docteur le dirige vers la cellule vide de Rachel Solando. C'est dans le but de retrouver celle-ci que l'hôpital a fait venir Teddy Daniels. Afin d'approfondir son enquête, il inspecte la cellule blanche de Rachel. La pièce contient un lit blanc en dessous duquel il trouve une lettre adressée apparemment aux docteurs. 
Cette lettre dit :
- La loi des 4
- Je suis 47
- Ils étaient 80
- + vous êtes 3
- Nous sommes 4
- Mais
- Qui est 67 ?

Cette lettre est une énigme que les enquêteurs sont amenés à résoudre.

## Adaptations

### Au cinéma
- 2010 : Shutter Island, film américain réalisé par Martin Scorsese, d'après le roman éponyme, avec Leonardo DiCaprio, Ben Kingsley et Mark Ruffalo.

### En bande dessinée
- Shutter Island a fait l'objet d'une adaptation en bande dessinée par Christian De Metter, parue en 2008 aux éditions Casterman. L'œuvre reçoit le prix Mor Vran de la bande dessinée en 2009 par le jury du Goéland masqué.

### En jeu vidéo
- Énigmes et Objets cachés : Shutter Island est un jeu vidéo d'objets cachés sorti sur Windows et Nintendo DS en 2010[2].

## Livre audio en français
- Dennis Lehane (trad. Isabelle Maillet), Shutter Island [« Shutter Island »], Paris, Audiolib, 20 janvier 2010 (ISBN 978-2-35641-091-7, BNF 42123324, présentation en ligne)Narrateur : Antoine Tomé ; support : 1 disque compact audio MP3 ; durée : 9 h 50 min environ ; référence éditeur : Audiolib 25 0217 8.